# Ángel Martín González
Ángel Martín González (ur. 3 stycznia 1953) – hiszpański szachista, mistrz międzynarodowy od 1982 roku.

## Kariera szachowa
W 1972 r. zdobył tytuł mistrza Hiszpanii juniorów, natomiast na przełomie 1972 i 1973 r. uczestniczył w rozegranych w Groningen mistrzostwach Europy juniorów do 20 lat, zajmując IX miejsce. Należał już wówczas do czołówki hiszpańskich szachistów, w której znajdował się do końca lat 90. XX wieku. Wielokrotnie startował w finałach indywidualnych mistrzostw kraju, zdobywając cztery złote medale (Ceuta 1976, Barcelona 1984, La Roda 1986, Manresa 2000) oraz trzy srebrne (Salamanka 1972, Walencja 1974, Torrevieja 1979). Był również mistrzem (1971) i wicemistrzem (1972) Katalonii juniorów oraz sześciokrotnym mistrzem (1974, 1979, 1980, 1984, 1997, 2000) oraz dwukrotnym wicemistrzem (1986, 1992) Katalonii. W 1987 r. zdobył tytuł wicemistrza Hiszpanii w szachach szybkich. Pomiędzy 1976 a 1986 r. czterokrotnie reprezentował narodowe barwy na szachowych olimpiadach.
Odniósł kilka sukcesów w turniejach międzynarodowych, m.in. w Alicante (1977, dz. II m. za Raymondem Keene'em, wspólnie z Leonem Piasetskim i Orestesem Rodríguezem Vargasem), Rzymie (1982, I m.), Barcelonie (1986, I m.; 1988, II m. – za Juanem Manuelem Bellónem Lópezem oraz 1991, dz. II  m. – za Lukiem Winantsem, wspólnie z m.in. Pią Cramling), Sant Cugat del Vallès (1994, dz. I m. wspólnie z m.in. Mihai Șubą) oraz w Sant Feliu de Guíxols (2000, dz. I m.).
Najwyższy ranking w karierze osiągnął 1 stycznia 1987 r., z wynikiem 2465 punktów zajmował wówczas 2. miejsce (za Miguelem Illescasem Córdobą) wśród hiszpańskich szachistów.